# Natriumpropionat
Natriumpropionat ist das Natriumsalz der Propionsäure und damit ein Propionat, zu denen auch Calcium- und Kaliumpropionat zählen. Die Propionate und im Allgemeinen Propionsäure sind in vielen Lebensmitteln, wie zum Beispiel in Käse (Schweizer Käse: 3105,4 mg/kg), Kaffee (87,7 mg/kg) oder in Meeresfrüchten (97,4 mg/kg) vorhanden.

## Herstellung
Natriumpropionat wird mithilfe von Propionsäure, Natriumhydroxid, Wasserstoffperoxid und Wasser hergestellt. Nach der Reaktion erfolgen eine Filterung und eine Trocknung. Die Trockenmasse wird gesiebt und es erfolgt die Verpackung des gewonnenen Natriumpropionats. Wenn Natriumpropionat mit Schwefelsäure erwärmt wird, wird die Propionsäure olfaktorisch (durch Geruch) erkennbar.

## Eigenschaften
Natriumpropionat ist ein weißes hygroskopisches Salz der Propionsäure, das bei 287 °C schmilzt. Natriumpropionat wird im Gastrointestinaltrakt (Magendarmtrakt) des Menschen aufgespalten, sodass Kationen und Propionsäure entstehen.

## Verwendung
Natriumpropionat wird in der Lebensmittelindustrie als Nahrungs- bzw. Lebensmittelzusatzstoff z. B. als Konservierungsmittel eingesetzt. Weiterhin wird es beispielsweise als Fungistatikum (zur Vermeidung von Schimmelpilzbefall bei der Lagerung von Getreide) und als Futtermittelzusatz (z. B. bei Milchkühen zur Verringerung der Gefahr einer Ketose) verwendet.
Natriumpropionat und die anderen Propionate sind durch die Europäische Behörde für Lebensmittelsicherheit (EFSA – European Food Safety Authority) als unbedenklich eingestuft und als Lebensmittelzusatzstoff zugelassen. Bestimmte Lebensmittel, wie z. B. Brot und Backwaren, können bis zu 3000 mg/kg enthalten.

## Sicherheitshinweise
Natriumpropionat reizt hochdosiert die Haut, Schleimhäute, Augen und Atemwege. Bei dermaler Einwirkung von Lösungen mit Gehalten bis zu 20 % werden jedoch allgemein weder lokale noch systemische Effekte erwartet. Die Gabe von Natriumpropionat bei Hunden (1282,5 mg/kg/Tag) im Rahmen einer Prüfung bezüglich der Unbedenklichkeit beim Menschen hat keine toxikologischen Auffälligkeiten innerhalb von 104 Wochen hervorgebracht. Es gab keine Verhaltensauffälligkeiten oder gravierende Änderungen von biometrischen Daten. Bei toxikologischen Untersuchungen mit Mäusen, Kaninchen und Ratten zeigte Natriumpropionat bei relativ geringer akuter Toxizität (LD50 6,322 g/kg (Maus, oral) und 1,64 g/kg (Kaninchen, dermal)) Auswirkungen auf das Verhalten der Tiere (Schläfrigkeit, teils auch Erregung) und das Atmungssystem (Atemnot). Bei längerer Gabe von Propionsäure und Propionaten im Futter von Ratten in Dosierungen zwischen 0,6 und 5 % verursachen diese Veränderungen des Vormagens (Verdickungen und Entzündungen). Dies wird jedoch als eine für Ratten speziesspezifische Reaktion eingestuft, da bei anderen Tierarten wie Mäusen und Kaninchen keine derartigen Effekte beobachtet wurden. Dieser Sachverhalt wird von der Europäischen Behörde für Lebensmittelsicherheit (EFSA) bestätigt. Insbesondere konnte die Behörde keine schädliche Sachverhalte beim Menschen feststellen. Dies liegt unter anderem darin begründet, dass Menschen keinen Vormagen besitzen und eine Verbindung zu humanen Zellbestandteilen ausgeschlossen wurde.